# OY Весов
OY Весов (лат. OY Librae) — одиночная переменная звезда в созвездии Весов на расстоянии (вычисленном из значения параллакса) приблизительно 27339 световых лет (около 8382 парсеков) от Солнца. Видимая звёздная величина звезды — от +17,7m до +17m.

## Характеристики
OY Весов — пульсирующая переменная звезда типа RR Лиры (RRAB).